# Dragörkajen

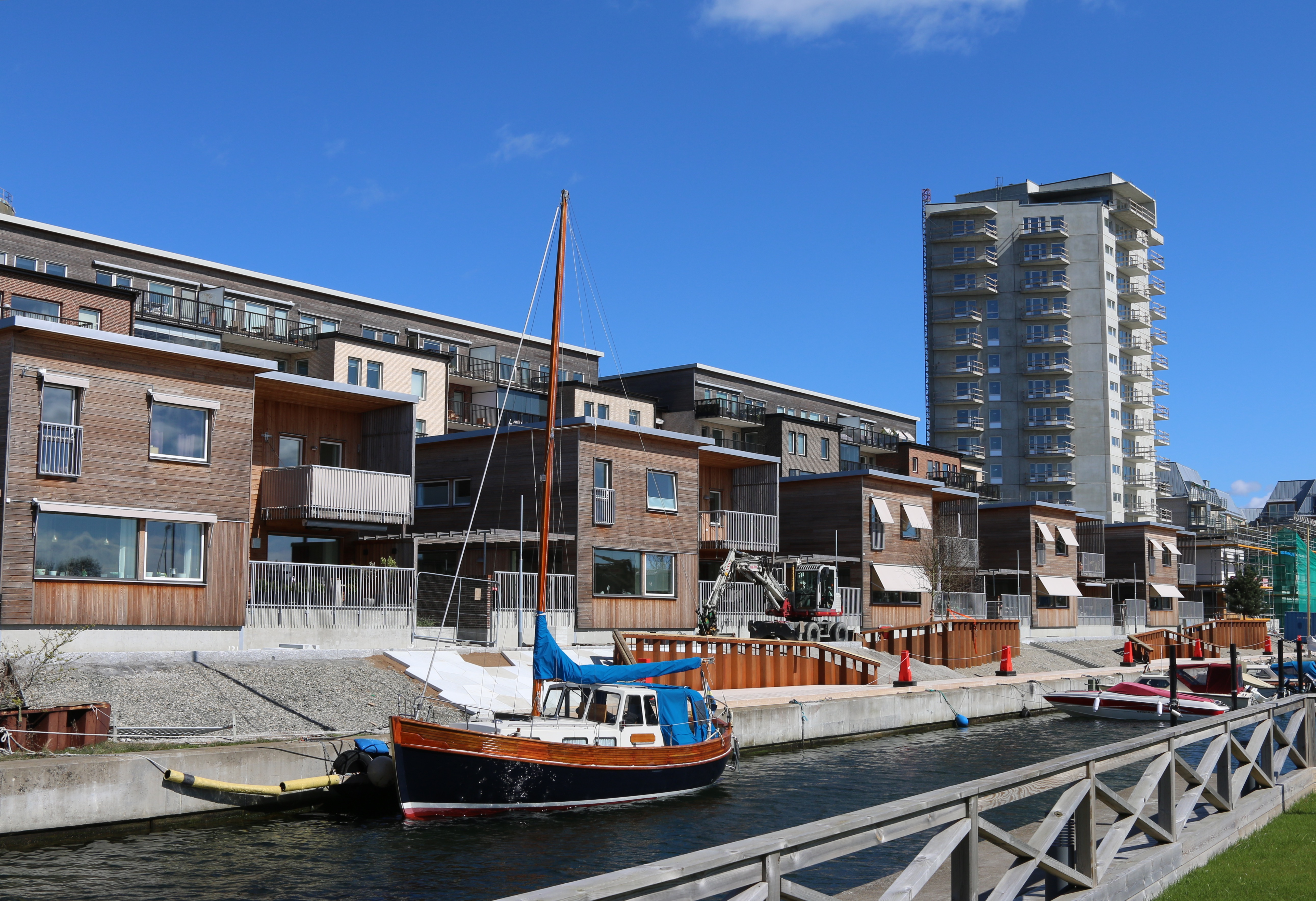
Dragörkajen 2017

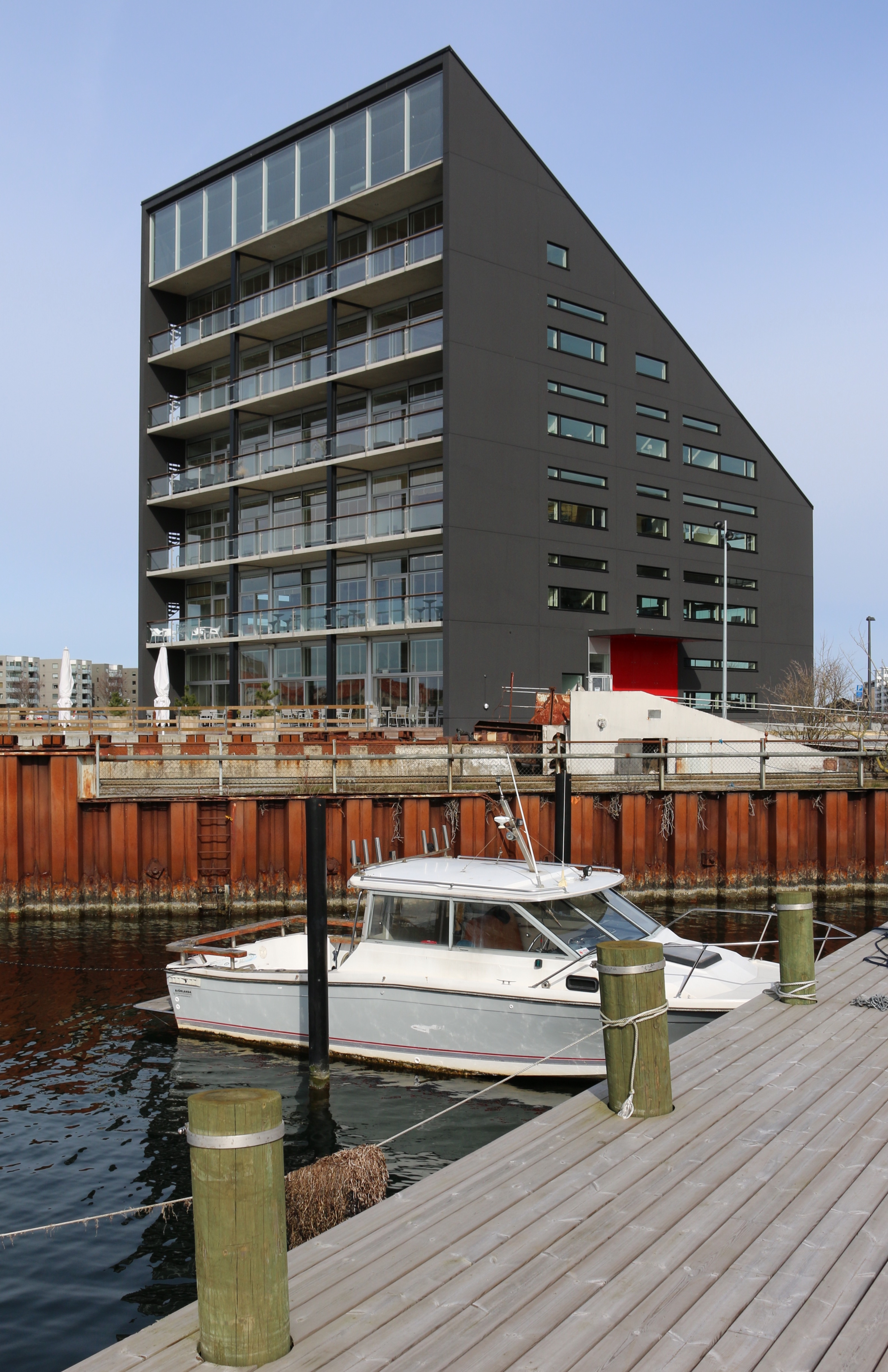
Dragörkajen 2015

Dragörkajen i Limhamn är platsen där de gamla Dragörfärjorna lade till. De slutade trafikera Sundet mellan Danmark och Sverige året innan Öresundsbron togs i bruk. Dragörkajen var, tillsammans med Helsingborg och Trelleborg, porten till kontinenten, en välkänd plats för många. Här kommer Malmös blivande gästhamn att ligga. Precis som förr i tiden kommer Dragörkajen att sjuda av liv och båtar. Namnet Dragörkajen  är myntat av Lars Asklund, arkitekten som också ritat kontoret längst ut på kajkanten.